# Deserto di Okanagan
La dizione di deserto di Okanagan (o deserto Nk'mip) è il nome dato comunemente a un'area semiarida situata nella parte meridionale dell'Okanagan, una regione della Columbia Britannica, la più occidentale delle province del Canada. 
Quest'area, che si estende principalmente attorno al lago Osoyoos, è chiamata deserto Nk'mip dalla tribù autoctona canadese degli indiani Osoyoos, anche se l'intera regione, come altre simili nella parte interna della Columbia Britannica, è tecnicamente una boscaglia o steppa semiarida.

## Caratteristiche
Nella parte meridionale dell'Okanagan si trovano diverse specie di piante non presenti in nessun'altra regione del Canada. La presenza di queste piante nell'ecosistema della Purshia tridentata rende quest'area unica rispetto ad altre zone semidesertiche della Columbia Britannica. Parte del terreno è stato convertita a vigneto, tramite l'impiego sistemi di irrigazione.

## Organizzazioni presenti nel deserto
Il deserto di Okanagan ospita alcune organizzazioni come il governo della tribù autoctona canadese degli indiani Osoyoos, che gestisce l' Nk'Mip Desert Cultural Centre all'interno della sua struttura di vacanza e di produzione vinicola, situata a est della cittadina di Osoyoos. L'Osoyoos Desert Society, un'associazione non-profit fondata nel 1991, gestisce l'Osoyoos Desert Centre, un'area di 67 acri situata a nord di Osoyoos.

## Media
Nel 1999, la regione è stata il soggetto di un documentario della National Film Board of Canada, dal titolo Pocket Desert - Confessions of a Snake Killer.